# Keesha Sharp
Keesha Ulricka Sharp, nata Fletch (Rochester, 9 giugno 1973), è un'attrice e regista statunitense.

## Biografia
Ha iniziato la sua carriera comparendo in serie televisive, raggiunge il successo col ruolo di Monica Charles Brooks nella serie di commedie UPN / The CW, Girlfriends dal 2002 al 2008, per il quale ha ricevuto il NAACP Image Award come miglior attrice non protagonista in una commedia.
La Sharp è apparsa in film come American Adobo (2002), Why do I Get Married? (2007), e dal 2010 al 2013 è stato co-protagonista della sitcom TBS, Are We There Yet?. Nel 2016, ha interpretato Dale Cochran, la moglie di Johnnie Cochran, nella serie drammatica antologica FX, The People v. O. J. Simpson: American Crime Story. Nello stesso anno, Sharp ha iniziato a recitare nei panni di Trish Murtaugh nella serie drammatica poliziesca della Fox, Lethal Weapon.

## Filmografia parziale

### Cinema
- Pootie Tang, regia di Louis C.K. (2001)
- American Adobo, regia di Laurice Guillen (2001)
- Malibu's Most Wanted - Rapimento a Malibu (Malibu's Most Wanted), regia di John Whitesell (2003)
- Leprechaun 6 - Ritorno nel ghetto (Leprechaun: Back 2 tha Hood), regia di Steven Ayrmolooi (2003) – direct-to-video
- Never Die Alone, regia di Ernest R. Dickerson (2004)
- Why Did I Get Married, regia di Tyler Perry (2007)
- Shattered!, regia di Joseph Rassulo (2008)
- The 636, regia di Mark W. Travis (2014)
- Christian, regia di Derek Stewart (2015)
- Sayeneshin, regia di Hector H. Kron (2015)
- Non ti libererai di me (Killer Coach), regia di Lee Friedlander – film TV (2016)
- Born Guilty, regia di Max Heller (2017)
- Fixed, regia di Alonso Mayo (2017)
- Marcia per la libertà (Marshall), regia di Reginald Hudlin (2017)
- You Have a Nice Flight, regia di Jimmy Dinh (2017)
- A Christmas surprise, regia di Terri J. Vaughn – film TV (2020)
- Dark My Light, regia di Neal Dhand (2022)
- Titanic 666, regia di Nick Lyon (2022)

### Televisione
- Welcome to New York - serie TV, 1 episodio (2000)
- Squadra Emergenza (Third Watch) – serie TV, episodio 2x19 (2001)
- Law & Order - Unità vittime speciali (Law & Order: Special Victims Unit) – serie TV, episodio 2x20 (2001)
- Girlfriends - serie TV, 71 episodi (2002-2008)
- Still Standing - serie TV episodio 2x15 (2004)
- The Tracy Morgan Show - show TV, 1 episodio (2004)
- Tutti odiano Chris (Everybody Hates Chris) - serie TV, 22 episodi (2005-2006)
- The Game – serie TV, 1 episodio (2009)
- Cold Case - Delitti irrisolti (Cold Case) – serie TV, episodio 7x13 (2010)
- Detroit 1-8-7 – serie TV, episodio 1x04 (2010)
- Io, lei e i suoi bambini (Are We There Yet?) - serie TV, 73 episodi (2010-2012)
- Elementary – serie TV, episodio 2x04 (2013)
- Mamma in un istante (Instant Mom) – serie TV, episodio 1x07 (2013)
- Melissa & Joey - serie TV, episodio 3x13 (2013)
- Bad Teacher – serie TV, 13 episodi (2014)
- The Exes – serie TV, 1 episodio (2014)
- The Player – serie TV, 2 episodi (2015)
- American Crime Story - serie TV, 29 episodi (2016)
- Lethal Weapon - serie TV, 55 episodi (2016-2019)
- The Good Fight – serie TV, 23 episodi (2018-2019)
- Empire – serie TV, 18 episodi (2019-2020)
- Power Book II: Ghost – serie TV, 10 episodi (2022)